# La Bâtie-Montgascon
La Bâtie-Montgascon là một xã thuộc tỉnh Isère, vùng Rhône-Alpes đông nam nước Pháp. Xã này nằm ở khu vực có độ cao trung bình 390 mét trên mực nước biển.
Sông Bourbre tạo thành một phần ranh giới phía nam thị trấn.